# Chamaedoreeae
Chamaedoreeae Drude és una tribu de palmeres (arecàcies) a la qual pertany el margalló (Chamaerops humilis).

## Característiques
Les espècies de la tribu Chamaedoreeae tenen hàbits vegetatius molt diferents: inclouen palmeres petites i grosses, fins i tot palmeres enfiladisses. Poden ser monoiques o dioiques. L'ovari conté tres òvuls disposats en tres compartiments. El fruit gairebé sempre és solitari.

## Distribució
Hi ha tres gèneres distribuïts àmpliament des de Mèxic a Perú. Gaussia es troba al nord de l'Amèrica central i el Carib; Hyophorbe és endèmic de les Illes Mascarenyes.

## Classificació
Els estudis de Dransfield et al. (2008) consideren que aquesta tribu és un grup monofilètic.
Se'n consideren cinc gèneres:
- Hyophorbe
- Wendlandiella
- Synechanthus
- Chamaedorea
- Gaussia